# Catedral de San Pedro (Scranton)
La Catedral de San Pedro (en inglés: St. Peter's Cathedral ) es la catedral católica situada en el 315 Wyoming Avenue en Scranton, Pennsylvania, en Estados Unidos y es la iglesia madre de la diócesis de Scranton. La totalidad de la catedral de San Pedro y su Complejo están incluidos en el Registro Nacional de Lugares Históricos de EE. UU.
La iglesia fue construida en 1867, como la iglesia parroquial de San Vicente de Paul. En 1883-4 se emprendió un proyecto para remodelar y embellecer la iglesia, que entonces era la iglesia central de la diócesis, y el 28 de septiembre de 1884, la nueva iglesia madre de la diócesis fue consagrada por el arzobispo PJ Ryan, de Filadelfia, y su nombre cambió a catedral de San Pedro. El complejo de la catedral incluye la rectoría adyacente (1908) y el convento.

## Véase también

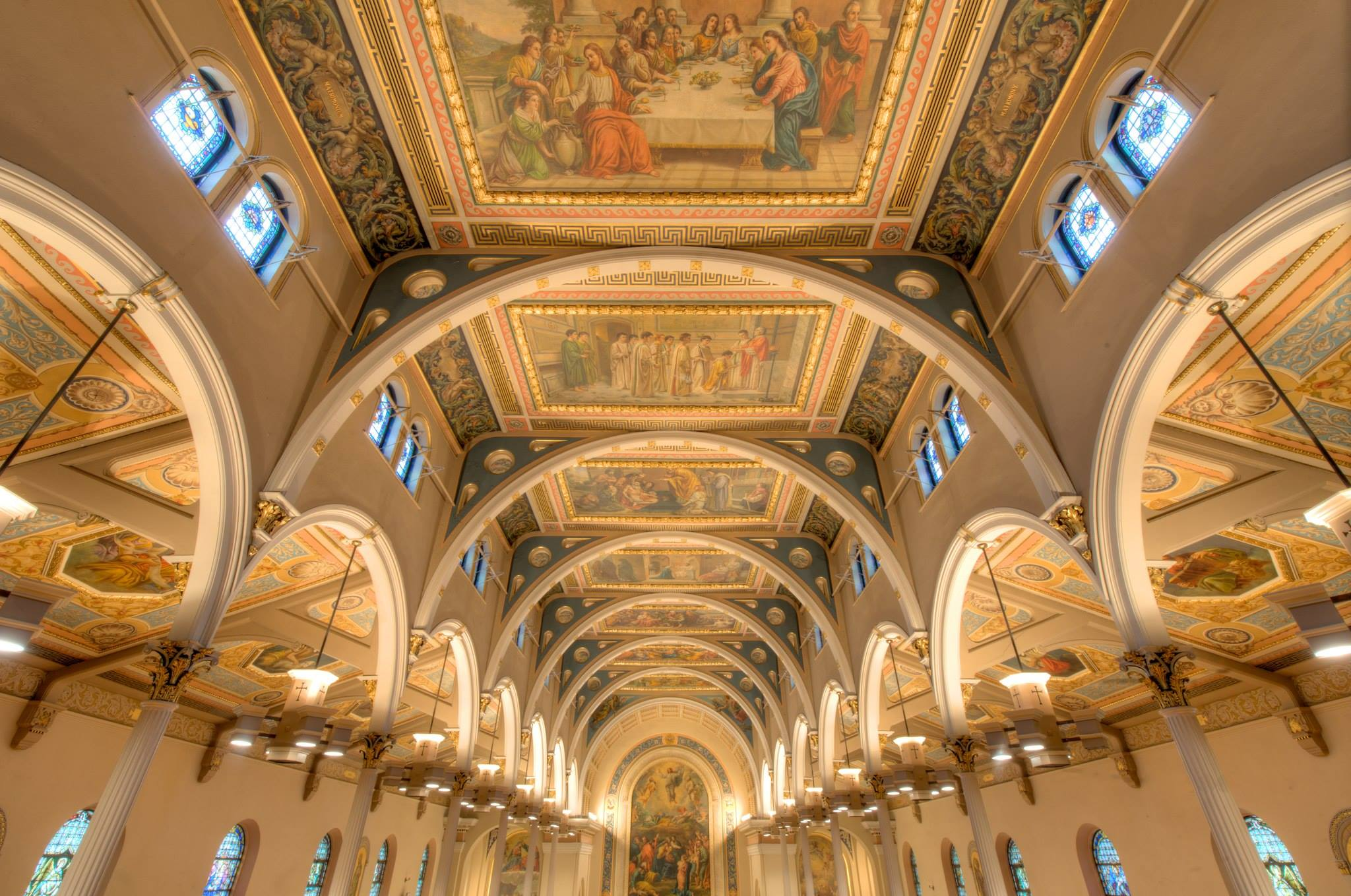
Vista interna